# Académie d'étude du théâtre chinois
L'Académie d'étude du théâtre chinois (中国戏剧研究学院, parfois appelée en anglais Peking Opera School) était une école hongkongaise dirigée par maître Yu Jim Yuen (于占元 - pinyin mandarin: yú zhān yuán).
L'enseignement de Yu Jim Yuen était renommé pour être dur, et les coups de bâtons y étaient fréquents. Les élèves apprenaient ainsi à s'endurcir. La légende veut que les élèves signaient un contrat autorisant leur maître à les battre à mort. L'enseignement portait principalement sur l'acrobatie, les arts martiaux et l'Opéra de Pékin, avec une pratique de 18 heures par jour.
L'académie ferma ses portes dans le milieu des années 1970 et c'est le maître lui-même qui, devant le déclin d'intérêt porté à l'Opéra de Pékin, conseilla à ses élèves de se tourner vers le cinéma.
L'école est donc surtout célèbre pour avoir été le centre de formation de plusieurs acteurs à succès. Parmi eux se sont surtout distingués les membres de la troupe appelée les  Sept Petites Fortunes qui passèrent tous une grande partie de leur enfance et adolescence entre les murs de l'académie :
- Sammo Hung (né en 1952) dès 1959. Il quitta l'académie à la suite d'une blessure qui l'immobilisa pendant une longue période. Pendant son séjour il y fut appelé Yuen Lung (元龍), et parfois surnommé Yuen Chu.
- Jackie Chan (né en 1954) entre 1961 et 1971. Il était appelé Yuen Lo ou Yuen Lou (元樓) pendant ses études, et Chen Yuen Lung au début de sa carrière. Des noms comme Chan Yuan Lung ou Chan Yuen Lung apparaissent aux génériques.
- Yuen Biao (元彪) (né en 1957) entre 1962 et 1973. Il était semble-t-il le plus jeune élève de l'académie. Aussi appelé Yuan Biao, Yuen Biu, Bill Yuen ou Jimmy Yuen.
- Corey Yuen, appelé Yuen Kwei (元奎) pendant ses études. Il figurera à des génériques sous divers noms comme Kuei Yuen, Corey Yuen Kwai, Cory Yuen, Fui Yuen ou Kwai Yuen.
- Yuen Wah (元華) (né en 1950), aussi orthographié Yuen Wa.
- Yuen Tak (元德)
- Yuen Wu (元武)

D'autres élèves de l'école devinrent des acteurs renommés, par exemple :
- Yuen Qiu (née en 1950), qui est l'une des quelques femmes issues de l'académie.
- Yuen Man Meng, qui arrêta de tourner en 1981 après une attaque cardiaque.

Yuen est la translittération cantonaise du nom très répandu en Chine Yuan, et tous les acteurs nommés ainsi n'ont pas été élèves de l'académie, comme notamment :
- Yuen Woo-ping (né en 1945), qui a appris le théâtre et le kung-fu avec son père Yuen Siu Tien (parfois appelé Simon Yuen Siu Tin) à Canton.
- Yuen Cheung Yan, qui est le frère de Yuen Woo-ping.
- Yuen Siu Tien, leur père qui joua le Drunken Master dans le film du même nom, n'était donc pas non plus un élève de l'académie.
- Tony Yuen (Yuen Kam Fai), qui apprit les arts martiaux à Sydney avec Antony Szeto.
- Yuen Siu-fai, qui était déjà acteur entre 1953 et 1960.